# Ternstroemia kjellbergii
Ternstroemia kjellbergii är en tvåhjärtbladig växtart som beskrevs av Clarence Emmeren Kobuski. Ternstroemia kjellbergii ingår i släktet Ternstroemia och familjen Pentaphylacaceae. Inga underarter finns listade i Catalogue of Life.